# 人形仙
人形仙（にんぎょうせん）は鳥取県と岡山県にまたがる山である。
山頂には三等三角点「人形仙」（標高1003.81メートル）が設置されている。

## 地誌
人形仙は東西に連なる中国山地のなかの頂の一つで、南西の津黒山、北東の三国山のほぼ中間にある。山の名前は人形仙越に由来する。江戸時代の『伯耆民諺記』に登場する。「人魚山」、「人形山（にんぎょうさん）」の異名もある。
人形仙越は、倉吉・三朝のある東伯耆と津山を結ぶ「津山往来・伯耆往来」の一つだった。1899年（明治32年）に津山往来に県道（現在の国道179号）が開通したが、このとき県道は人形仙越の北東1kmほどにある「打札越」を通ることになった。1955年（昭和30年）に打札越付近でウラン鉱山が発見されると、翌年からこの鉱山を人形峠鉱山、打札越を人形峠と称するようになった。
岡山県側のなだらかな南東斜面の山麓には人形仙川が発し、旧上齋原村（現鏡野町）で吉井川に合流している。北面の鳥取県側は急斜面で、天神川の支流加谷川をはじめとする小渓流が発している。人形仙周辺は、かつて盛んに鉄穴流しが行われたことで、窪地や崩壊地が多く残っている。

## 登山ルート
国道179号から旧道にはいって人形峠から岡山県側の林道に入る。この林道は木路川という吉井川の源流に近い支流の上流に沿って走っており、標高700～750m前後に形成された緩やかな花崗岩の高原を通る。かつての津山往来もこの高原を通っていた。
林道を4kmほど進むと「三十七人墓」がある。これは付近で砂鉄を採取していた労働者が明治時代にコレラで37名の死者を出したものを弔ったものである。この墓の少し先に登山道（旧人形仙越）入り口がある。ここから稜線にとりついたところに1808年（文化5年）に建立された「母子地蔵」（鏡野町の史跡に指定されている）があり、かつての人形仙越（人形峠、標高800m）とされている。一説では、隠岐島に流されていた後醍醐天皇が船上山から京都に還る際に人形仙越を通ったと伝えられている。
付近には湿地帯が広がっており、安山岩で形成された頂上へはここから尾根に沿って登る。山頂付近は背丈の高いチシマザサが生い茂っている。

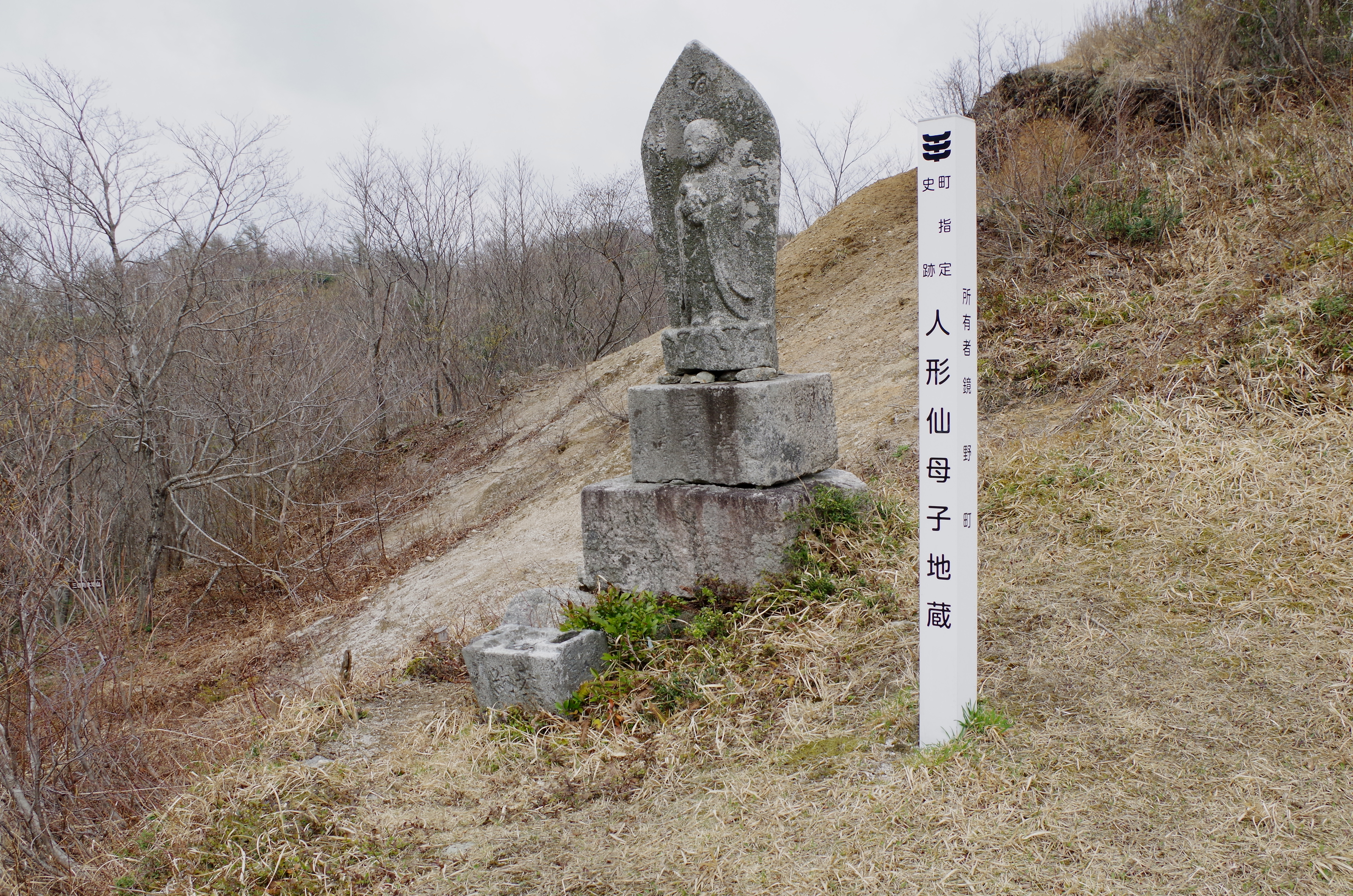
母子地蔵